# Roger Foulon
Roger Foulon (Thuin, 3 de agosto de 1923 – Thuin, 23 de fevereiro de 2008) foi um escritor belga em língua francesa, autor de mais de 120 títulos de vários gêneros. Foi membro da Académie royale de langue et de littérature françaises de Belgique.

## Obra
- L'espérance abolie, 1976.
- Un été dans la fagne, 1980.
- Vipères , 1981.
- Barrages, 1982.
- Déluge(Diluvio), 1984.
- Naissance du monde, 1986.
- Les tridents de la colère, 1991.
- L'homme à la tête étoilée, 1995.

## Prêmios
- Prix Georges Garnir, 1980